# Thecocodium quadratum
Thecocodium quadratum is een hydroïdpoliep uit de familie Ptilocodiidae. De poliep komt uit het geslacht Thecocodium. Thecocodium quadratum werd in 1965 voor het eerst wetenschappelijk beschreven door Werner. 